# Café au lait
Pour les articles homonymes, voir Café au lait (cheval) et Café au lait (couleur).
Ne doit pas être confondu avec Latte (café).

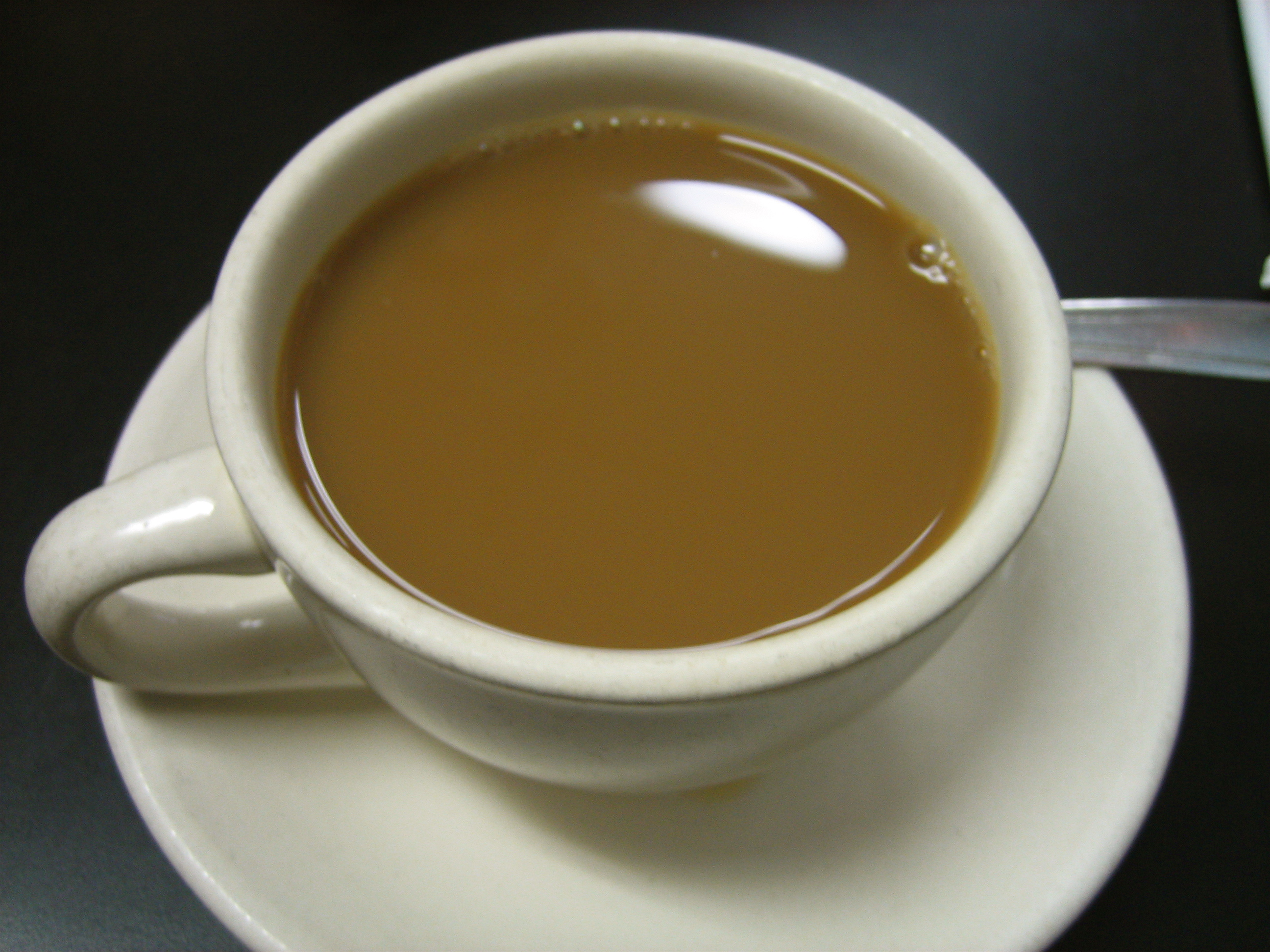
Café au lait.

Le café au lait est une boisson chaude réalisée à partir de café et de lait.

## Histoire
La première personne documentée buvant du café avec du lait est Jan Nieuhof en 1660, alors qu’il était ambassadeur néerlandais en Chine.

## Dénominations

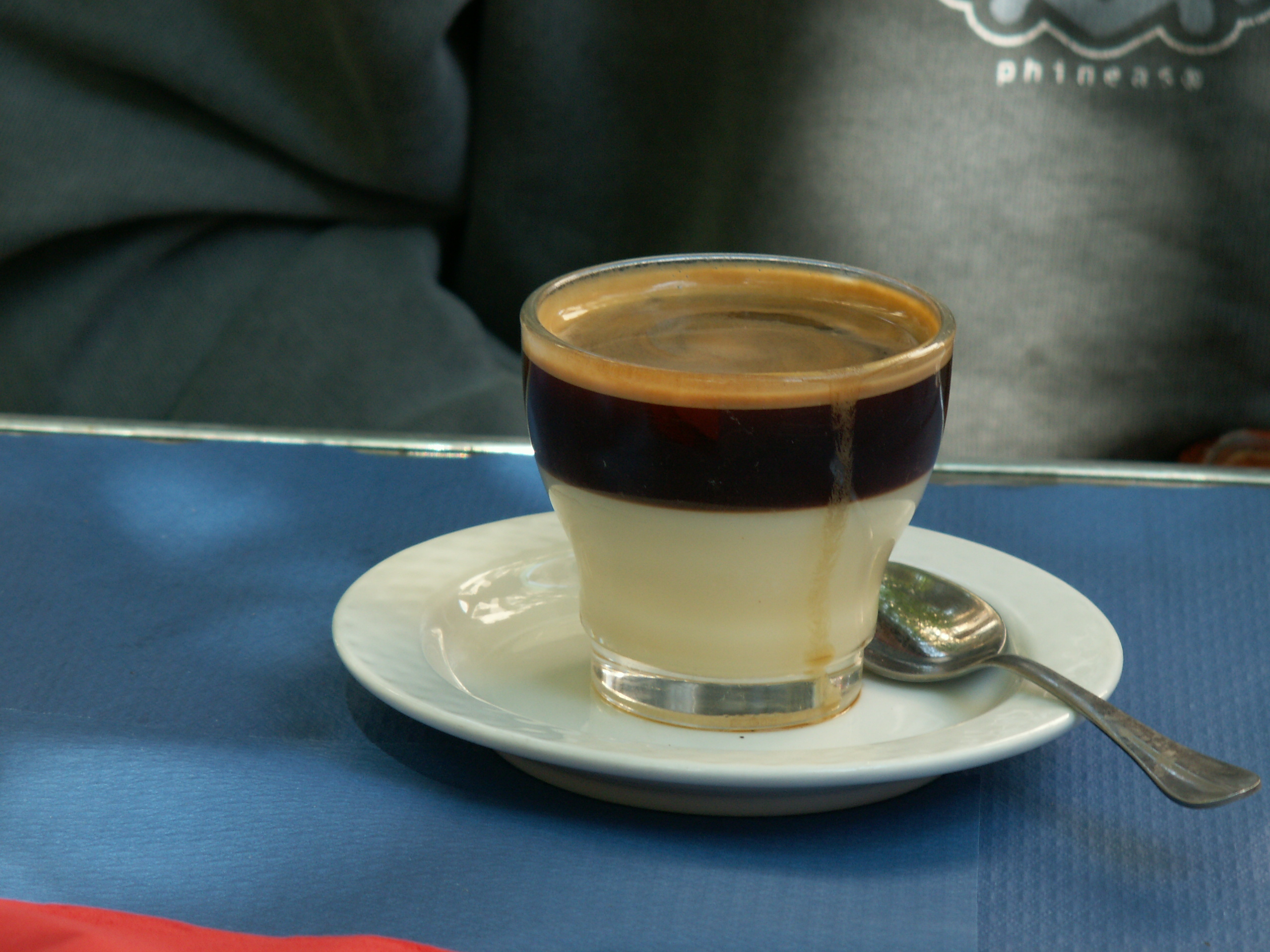
Espagne : café bombón.

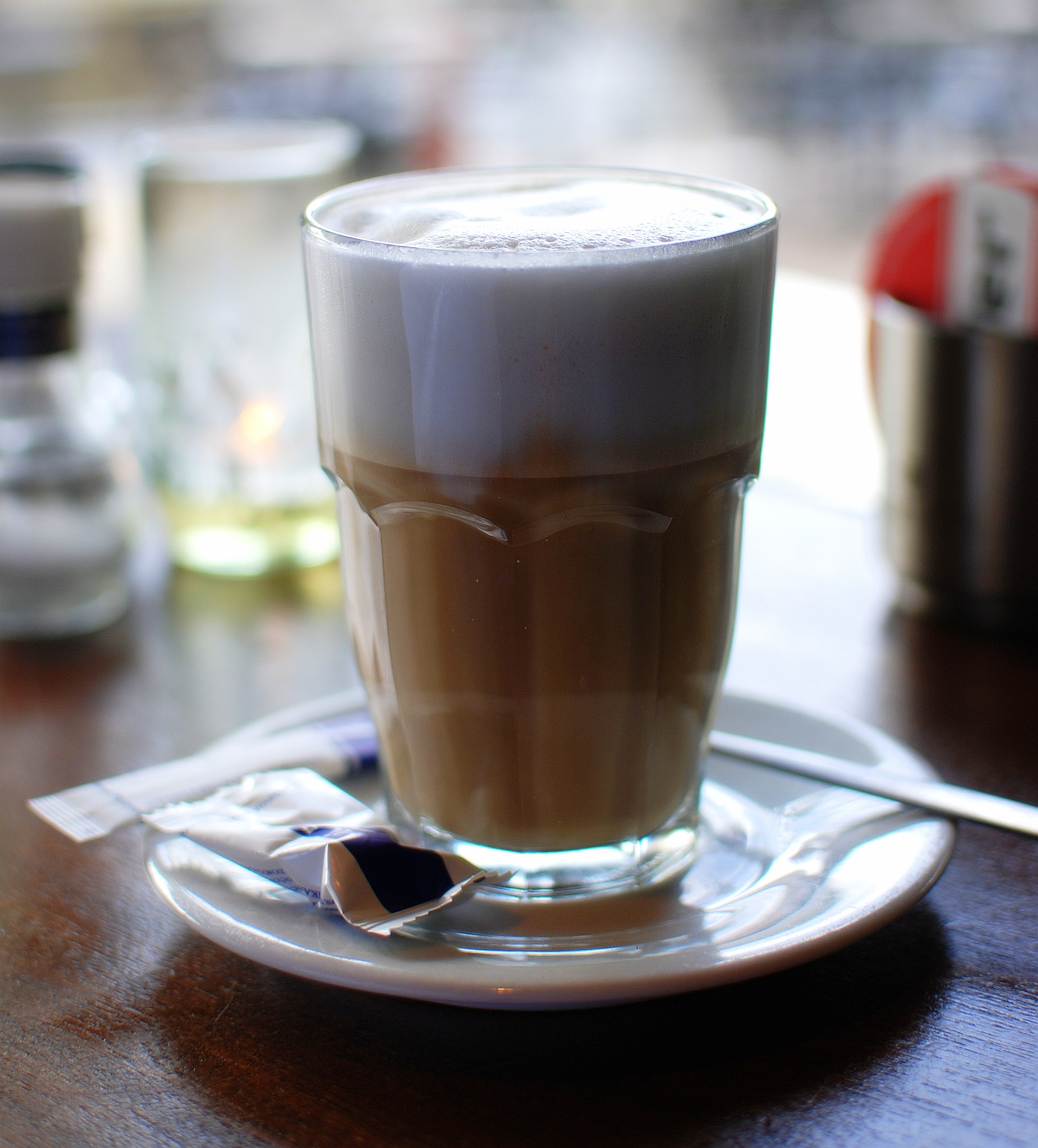
Pays-Bas : koffie verkeerd.

Les proportions d'ingrédients, comme la dénomination, varient selon les régions et le mode de préparation.
En fonction des pays, on trouve différentes dénominations :
- Allemagne : Milchkaffee (café au lait) ;
- Belgique francophone : « café au lait » (café chaud additionné « d'un soupçon », « d'un nuage » ou « de beaucoup » de lait : l'équivalent d'une cuillère à soupe) ; « lait russe » (café renversé) ;
- Cuba : cortadito (pour le mélange à 50/50, ou comportant plus de lait que de café) ;
- Espagne : café con leche (en) (café au lait) ; café con nata (café crème) ; cortado (plus de café que de lait) ; con una nube (café noisette) ; café bombón : café avec du lait concentré sucré ; lágrima (café renversé). Le café blanco n'est pas un café au lait, mais un café très léger. En Catalogne, cafè amb llet (café au lait) ; tallat (café noisette) ;
- France : café au lait (café servi avec du lait) ; café crème[2] (café servi avec de la crème[3]) ; café noisette[2] (café ayant atteint la couleur d'une noisette) ; café renversé (café servi avec plus de lait que de café, ou du moins plus clair qu'un café noisette suivant les régions) ;
- Italie : caffelatte (café au lait) ; caffè macchiato (café tacheté) ; latte macchiato. Les termes café au lait et renversé sont utilisés en Vallée d'Aoste[4] ;
- Japon : Deux dénominations sont utilisées. La première, カフェオレ (kafe o re?), vient du français et correspond à du café filtre avec du lait dans un ratio 1:1. La seconde, カフェラテ (kafe rate?), vient de l'italien et correspond à un volume d'expresso auquel on ajoute quatre volume de lait. Cette version est plus amer à cause de la nature du café[5].
- Maroc : « café cassé » servi dans un petit verre ;
- Mexique : café lechero ;
- Pays anglo-saxons : white coffee (en) (café au lait). Aux États-Unis, la dénomination « café au lait » est réservée pour un café fort ou très fort, mélangé avec du lait chaud ;
- Pays-Bas et Belgique néerlandophone : koffie verkeerd (café renversé) ;
- Pologne : kawa biała (café au lait) ;
- Portugal : galão (café au lait en verre) ; meia de leite (café au lait) ; garoto (café noisette) ;
- Suisse romande : « renversé » (café renversé).

## Possibilité de confusion
Aux États-Unis (et particulièrement dans l'État de Rhode Island dont c'est la boisson officielle), le coffee milk est composé de sirop de café et de lait.